# جورج توماس ماكديرموت
جورج توماس ماكديرموت (بالإنجليزية: George Thomas McDermott)‏ هو محامي وقاضي أمريكي، ولد في 21 أكتوبر 1886 في وينفيلد في الولايات المتحدة، وتوفي في 19 يناير 1937.